# Schloss Eschelbronn
Schloss Eschelbronn ist ein abgegangener Adelssitz in Eschelbronn im Rhein-Neckar-Kreis in Baden-Württemberg.
Bei dem sogenannten Schloss handelte es sich tatsächlich um einen Gutshof. Das Areal von über 15 Morgen beinhaltete im Jahr 1794 zwei separate Hofhäuser, eine Doppelscheune, Schweineställe, einen Kelter und einen See. Darüber hinaus gehörten zu dem Schlossgut unter anderem etwa 150 Morgen Ackerland, 28 Morgen Wiesen, zwei Morgen Weinberge, drei Morgen Gärten und über 42 Morgen Waldfläche. Das Anwesen lag mehrere Jahrhunderte im Besitz des Geschlechts von Venningen und war Residenz der Ortsherrschaft.

## Geschichte

### Residenz des Freiherrn von Venningen
Das Schloss wurde im 18. Jahrhundert durch Carl Philipp von Venningen einige Meter südwestlich der älteren Eschelbronner Wasserburg errichtet, die zugunsten des neuen Herrschaftssitzes aufgegeben und deren abgetragene Steine zum Schlossbau verwendet wurden.
Bei der Errichtung kam es zur Rebellion der Bevölkerung und zur Verweigerung zum Bau erforderlicher Steinfuhren, da Carl Philipp von Venningen weitaus höhere Frondienste beanspruchte als seine Vorgänger. Der Fall wurde am Oberappellationsgericht verhandelt. Als Reaktion auf die Aufstände lieferte von Venningen 1763 die vier Anführer der Aufstände Johann Michel Maurer, Johann Christof Scholl, Christof Wetzel und Philip Wolff im Mannheimer Zuchthaus ein und quartierte auf Verfügung des Kurfürsten Karl Theodor vom 11. Juni 1763 ein Strafkommando von einem Unteroffizier und zwölf Dragonern im Ort ein, was die Gemeinde täglich 45 Kreuzer für den Unteroffizier und je 30 Kreuzer für die Soldaten kostete. Diese sollten stationiert bleiben, bis sich sämtliche Gemeindemitglieder schriftlich zur Verrichtung der geforderten Frondienste verpflichtet hatten. Mit einer Erklärung vom 23. Juni gaben die Aufständischen ihren Widerstand zunächst auf, reichten jedoch am 4. August 1763 beim Kurfürsten eine Supplik zur Verbesserung ihrer Lebensumstände ein. Als die Spannungen weiterhin anstiegen, wurde 1765 ein Frondienstvergleichsvertrag zur Verbesserung der Lebensbedingungen von Bauern und Tagelöhnern abgeschlossen. Demnach wurden Naturalabgaben jährlich mit 100 Reichstalern oder 150 rheinischen Gulden vergütet. Die Einwohner wurden im Gegenzug verpflichtet, ihrem Grundherrn zu Treibjagden zur Verfügung zu stehen und Botengänge in herrschaftlichen oder amtlichen Angelegenheiten nach Neidenstein, Spechbach und Zuzenhausen zu verrichten. Von Venningen verfügte außerdem über Blei- und Silberbergwerke auf Eschelbronner Gemarkung.

### Verpachtung ab 1857
Nachdem die Familie Venningen ihren Wohnsitz in das familieneigene Schloss Eichtersheim verlegte, wurde das Eschelbronner Anwesen ab 1857 über mehrere Generationen an die Familie Streib verpachtet (Die Pächter wurden im Volksmund „Schloß-Streib“ genannt).
Während des Zweiten Weltkriegs bestellte der Hauptpächter Georg Streib mit zwölf Helferinnen insgesamt 26 Hektar dem Gutshof zugehörige Ackerfläche. Weitere 69 Hektar waren an mehrere Eschelbronner Landwirte verpachtet. Nachdem einige der Kleinpächter die gepachteten Grundstücke wegen der rückläufigen Landwirtschaft abgegeben hatten und der Vertrag zwischen den Herren von Venningen und dem Schlosspächter im Jahr 1941 ausgelaufen war, wurde dieser lediglich bis 1943 verlängert, nachdem Streib die Forderung, den Pachtbetrieb auf 40 bis 50 Hektar zu erhöhen, aufgrund fehlender Ressourcen und Produktionsmittel abgelehnt hatte. Nachdem der Reichsnährstand die Verwaltung des Guts durch den Pächter kritisierte, wurde zur Ertragssteigerung kurzzeitig auch die Schlosswiese für mit Haferanbau zur landwirtschaftlichen Nutzfläche umgepflügt.
Für die Neuverpachtung ab 1943 schrieb der Eigentümer das Gut mit einer Fläche von 50 Hektar aus. Von dem Ortsbauernführer Georg Stier wurde mit mehreren schriftlichen Stellungnahmen und Unterstützung des damaligen Bürgermeisters Georg Braun Druck auf den Verpächter ausgeübt, den Hof ausschließlich an einen ortsansässigen Betreiber abzugeben. Auswärtige Pächter würden von der Dorfgemeinschaft sabotiert werden. Der Kreisbauernführer Holdermann und der Reichsnährstand in Bruchsal sprachen sich dagegen für einen auswärtigen Pächter aus. Streib verließ den Hof, nachdem ihm am 9. November 1942 gekündigt wurde und bewirtschaftete fortan das fünf Hektar große Anwesen des Pfarrers Kaiser in der anliegenden Neugasse. Der ortsansässige Landwirt Georg Hauck bekam mit Genehmigung des Landratsamts Sinsheim vom 13. April 1943 das Schloss Eschelbronn und war zugleich bis zu seinem Ruhestand dessen letzter Pächter.

### Abriss und späteres Schlossareal

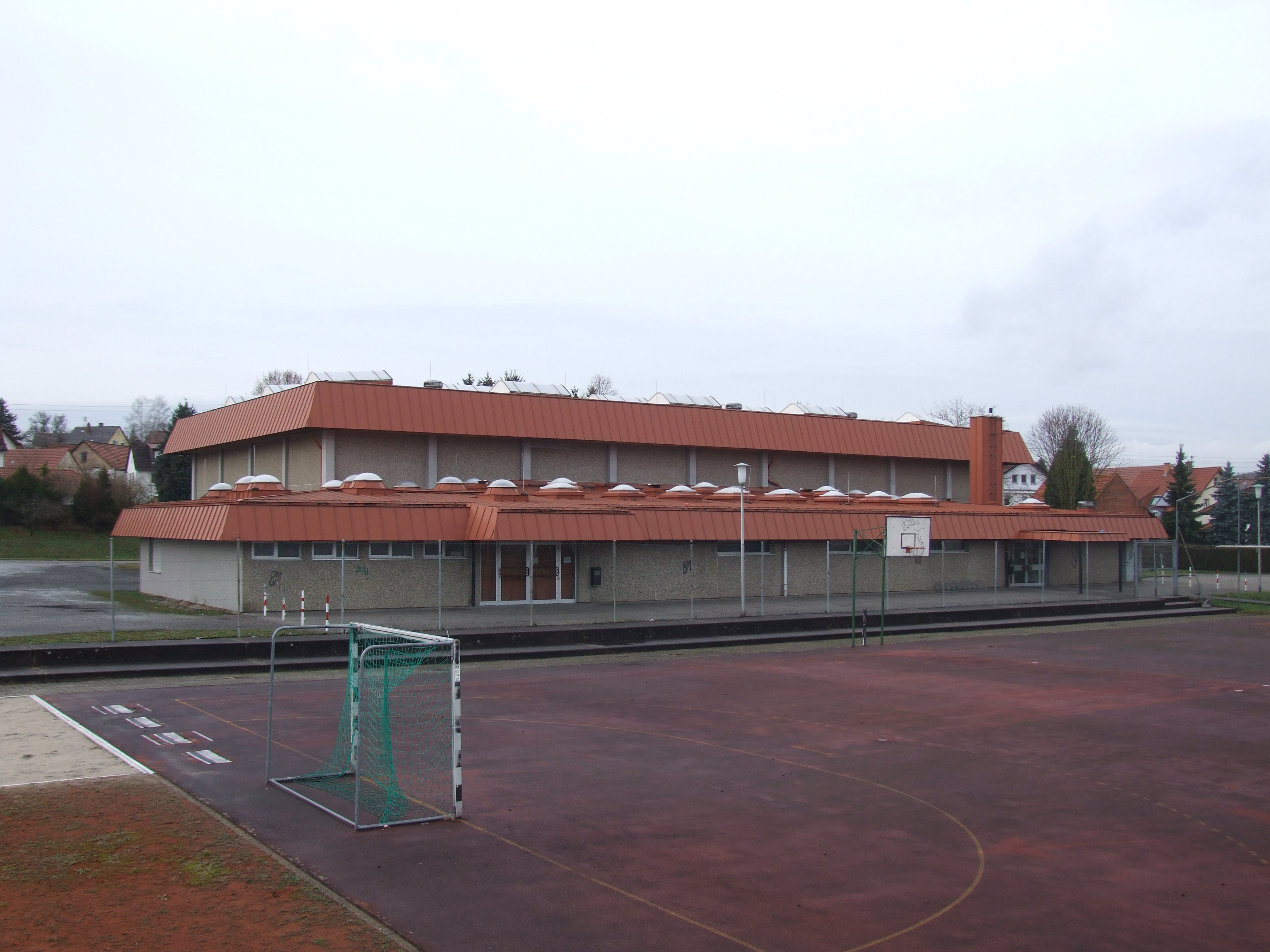
Die nach Abriss des Schlosses erbaute Schlosshalle

Für den Bau der Sport- und Kulturhalle kaufte die Gemeinde nach Verhandlungen mit dem Besitzer und dem Bürgermeister Philipp Dinkel das stark renovierungsbedürftige Anwesen Ende der 1960er Jahre auf, um die Gebäude abzureißen und an gleicher Stelle unter Philipps Nachfolger Dieter Janitza an der noch heute danach benannten Schloßstraße die 1974 fertiggestellte Sport- und Kulturhalle (Schlosshalle) auf dem ehemaligen „Schloßhof“ zu errichten. Außerdem wurden der in den 1970er Jahren erbaute Schlosssee und die in den 1980er Jahren erbaute Schlosswiesenschule nach dem Eschelbronner Schloss benannt.

## Sonstiges
Ein Gemälde des Schlosses von Elisabeth Kasper diente 1994 als drittes Motiv der seit 1992 jährlich zum Eschelbronner Adventssingen produzierten Weihnachtstassen.